# Giải bóng đá vô địch quốc gia Bhutan
Giải bóng đá vô địch quốc gia Bhutan, vì lý do tài trợ có tên Bank of Bhutan National League, là giải bóng đá hàng đầu của Bhutan. Nó thay thế A-Division năm 2012 như một nỗ lực để tạo ra một giải đấu toàn quốc. A-Division vẫn tiếp tục tồn tại, nhưng lại là giải vòng loại cho các đội bóng đến từ Thimphu tham dự National League. National League có trách nhiệm cung cấp đội bóng Bhutan tham dự giải đấu cấp châu lục, với việc đội vô địch giành quyền tham dự Cúp AFC.

## Các đội bóng tham gia gần đây (mùa giải 2017)
Có tổng cộng 6 đội bóng tham gia giải đấu. Ba đội đại diện Thimphu, lọt vào nhờ vị trí chung cuộc tại Thimphu League 2017, và 3 đội ở các quận khác.
- Paro United (đại diện Paro District)
- Phuentsholing City (đại diện Chukha District)
- Thimphu (hạng ba Thimphu League 2017)
- Thimphu City (vô địch Thimphu League 2017)
- Transport United (á quân Thimphu League 2017)
- Ugyen Academy (đại diện Punakha District)

## Các đội vô địch trước đây
| Mùa giải | Vô địch          | Á quân        | Hạng ba       |
| -------- | ---------------- | ------------- | ------------- |
| 2017     | Transport United | Paro          | Thimphu City  |
| 2017     | Transport United | Thimphu City  | Ugyen Academy |
| 2016     | Thimphu City     | Druk United   | Ugyen Academy |
| 2015     | Terton           | Thimphu       | Thimphu City  |
| 2014     | Druk United      | Ugyen Academy | Thimphu City  |
| 2013     | Ugyen Academy    | Yeedzin       | Thimphu City  |
| 2012–13  | Yeedzin          | Druk Pol      | Ugyen Academy |

## Thành tích
| Đội bóng         | Số lần vô địch | Số lần á quân | Số lần hạng ba | Năm vô địch | Năm á quân | Năm hạng ba           |
| ---------------- | -------------- | ------------- | -------------- | ----------- | ---------- | --------------------- |
| Ugyen Academy    | 1              | 1             | 3              | 2013        | 2014       | 2012–13, 2016, 2017   |
| Thimphu City     | 1              | 1             | 4              | 2016        | 2017       | 2013, 2014, 2015,2018 |
| Yeedzin          | 1              | 1             | 0              | 2012–13     | 2013       | —                     |
| Druk United      | 1              | 1             | 0              | 2014        | 2016       | —                     |
| Terton           | 1              | 0             | 0              | 2015        | —          | —                     |
| Transport United | 2              | 0             | 0              | 2017,2018   | —          | —                     |
| Thimphu          | 0              | 1             | 0              | —           | 2015       | —                     |
| Druk Pol         | 0              | 1             | 0              | —           | 2012–13    | —                     |
| Paro             | 0              | 1             | 0              | —           | 2018       | —                     |